# Ektasie
Als Ektasie bezeichnet man im medizinischen Fachterminus die Aufweitung eines Hohlorgans oder Gefäßes. Diese Aufweitung des Hohlkörpers vollzieht sich meist variabel, zum Beispiel spindel- oder sackförmig. Je nach Füllungszustand sind ektatische Gebilde von prall elastischer oder leicht ausdrückbarer Konsistenz. Halsvenenektasien (Aufweitungen der Vena jugularis externa, Vena jugularis interna oder Vena jugularis anterior) können eventuell durch Pressen, Schreien und Husten hervortreten oder zusammen mit den Beinvenen durch den sogenannten Valsalva-Pressdruck-Versuch willkürlich sichtbar gemacht werden.

## Beispiele

### Angiektasien
(Das Gefäßsystem betreffende Dilatation)
- Arteriektasie: Dilatation einer Arterie
- Phlebektasie: Dilatation einer Vene
- Kapillarektasie: Dilatation einer Kapillare
- Teleangiektasie: Dilatation einer Hautkapillare oder von Äderchen in der Netzhaut
- Lymphangiektasie: Dilatation eines Lymphgefäßes

### Weitere mögliche Ektasieformen
- Bronchiektasie: Sackförmige Dilatation der Bronchien
- Duraektasie: Dilatation der Dura mater
- Duktale Ektasie: Dilatation eines Drüsenausführungsganges
- Cholangiektasie: Dilatation der Gallengänge
- Pyelektasie: Dilatation des Nierenbeckens
- Sklerektasie: Dilatation der Sklera